# Hillegonda Henriëtte Tellekamp
Hillegonda Henriëtte Tellekamp-Breedveld (* 28. November 1881 in Amsterdam; † Januar 1982) war eine niederländische Malerin des Impressionismus.

## Leben und Werk
Henriëtte Tellekamp war die Tochter des Kaufmanns Johannes Bernardus Tellekamp. Sie heiratete am 5. September 1912 Jean Jacques Breedeveld, der im Mai 1945 in Rijswijk starb, wo die Familie ab 1920 wohnte.
Tellekamp war Schülerin von Elisabeth Verwoert an der „Tageszeichenschule für junge Damen“ in Amsterdam. Weiteren Unterricht erhielt sie von Jo Stumpff und Coba Ritsema. Im Jahr 1903 zog die Familie Tellekamp nach Apeldoorn, wo sie an der Schule und am Mädcheninternat unterrichtete. Nach ihrer Hochzeit lebte und arbeitete sie in Delft, Den Haag und Rijswijk.